# Seznam francouzských oper (17. a 18. stol.)

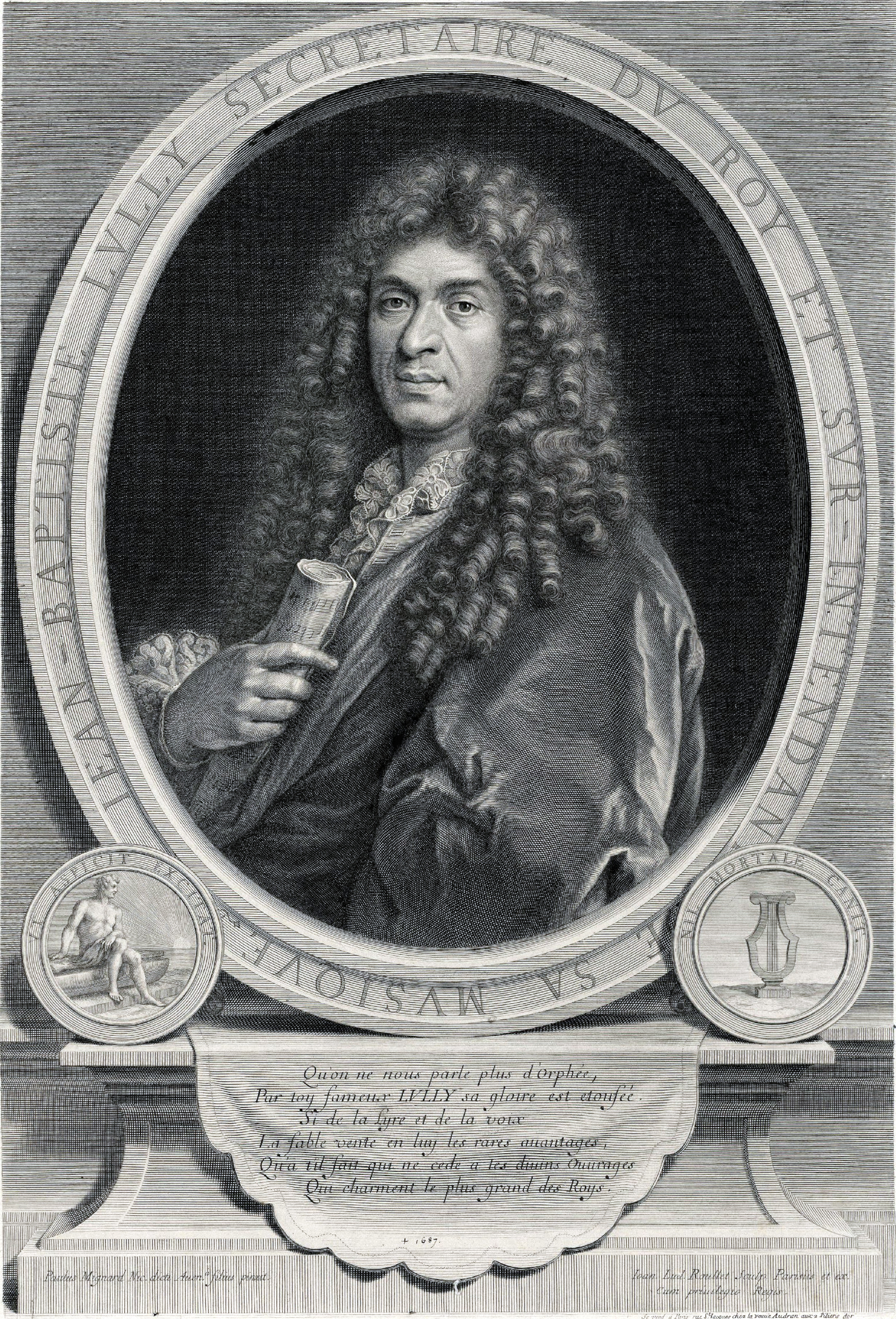
Jean-Baptiste Lully, autor první francouzské opery Cadmus et Hermione.

Seznam francouzských oper ze 17. a 18. století. Historici hudby a divadla si zvykli, že od počátku 18. století, jsou francouzská hudební díla (zejména tragédie lyrique a balety), uvedena v seznamu Académie royale de musique v chronologickém pořadí (dle data jejich vydání).
Z toho důvodu nalezneme v přenosném slovníku Dictionnaire portatif historique et littéraire des théâtres (jehož autorem je Antoine de Léris) hesla jako: Armide, 19. Opéra » ou « Castor et Pollux, 128. Opéra.

## Seznam francouzských oper v 17. a 18. století
Kompletní seznam francouzských oper až do konce 18. století.
(Pozn.: Seznam obsahuje i díla, která nejsou francouzskými operami, ale pouze operami ve francouzštině. První francouzskou operou je Cadmus et Hermione.)
| Číslo | Premiéra           | Název                                 | Počet dějství, či žánr | Libretista                               | Skladatel                         |
| ----- | ------------------ | ------------------------------------- | ---------------------- | ---------------------------------------- | --------------------------------- |
| 1     | 19. března 1671    | Pomone                                | 5 dějství              | Pierre Perrin                            | Robert Cambert                    |
| 2     | 8. dubna 1672      | Les Peines et les Plaisirs de l'amour | 5 dějství              | Gabriel Gilbert                          | Robert Cambert                    |
| 3     | 15. listopadu 1672 | Les Fêtes de l'Amour et de Bacchus    | pastorale              | Philippe Quinault                        | Jean-Baptiste Lully               |
| 4     | 1. února 1673      | Cadmus et Hermione                    | 5 dějství              | Philippe Quinault                        | Jean-Baptiste Lully               |
| 5     | 2. ledna 1674      | Alceste, ou Le Triomphe d’Alcide      | 5 dějství              | Philippe Quinault                        | Jean-Baptiste Lully               |
| 6     | 11. ledna 1675     | Thésée                                | 5 dějství              | Philippe Quinault                        | Jean-Baptiste Lully               |
| 7     | 17. října 1675     | Le Carnaval                           | balet                  | Quinault, Molière a Benserade            | Jean-Baptiste Lully               |
| 8     | 10. ledna 1676     | Atys                                  | 5 dějství              | Philippe Quinault                        | Jean-Baptiste Lully               |
| 9     | 5. ledna 1677      | Isis                                  | 5 dějství              | Philippe Quinault                        | Jean-Baptiste Lully               |
| 10    | 9. dubna 1678      | Psyché                                | 5 dějství              | Thomas Corneille a Fontenelle            | Jean-Baptiste Lully               |
| 11    | 28. ledna 1679     | Bellérophon                           | 5 dějství              | Thomas Corneille a Fontenelle            | Jean-Baptiste Lully               |
| 12    | 16. listopadu 1680 | Proserpine                            | 5 dějství              | Philippe Quinault                        | Jean-Baptiste Lully               |
| 13    | 16. května 1681    | Le Triomphe de l'amour                | balet                  | Quinault a Benserade                     | Jean-Baptiste Lully               |
| 14    | 17. dubna 1682     | Persée                                | 5 dějství              | Philippe Quinault                        | Jean-Baptiste Lully               |
| 15    | 27. dubna 1683     | Phaëton                               | 5 dějství              | Philippe Quinault                        | Jean-Baptiste Lully               |
| 16    | 15. ledna 1684     | Amadis                                | 5 dějství              | Philippe Quinault                        | Jean-Baptiste Lully               |
| 17    | 8. února 1685      | Roland                                | 5 dějství              | Philippe Quinault                        | Jean-Baptiste Lully               |
| 18    | 12. září 1685      | Le Temple de la paix                  | balet                  | Philippe Quinault                        | Jean-Baptiste Lully               |
| 19    | 15. února 1686     | Armide                                | 5 dějství              | Philippe Quinault                        | Jean-Baptiste Lully               |
| 20    | 19. září 1686      | Acis et Galatée                       | 3 dějství              | Jean Galbert de Campistron               | Jean-Baptiste Lully               |
| 21    | 7. listopadu 1687  | Achilles a Polyxena                   | 5 dějství              | Jean Galbert de Campistron               | Lully a Collasse                  |
| 22    | 22. březen 1688    | Zéphire et Flore                      | 3 dějství              | Michel Duboullay                         | Louis a Jean-Louis Lully          |
| 23    | 16. ledna 1689     | Thétis et Pélée                       | 5 děsjtví              | Fontenelle                               | Pascal Collasse                   |
| 24    | 8. dubna 1690      | Orphée                                | 3 dějství              | Michel Duboullay                         | Louis Lully                       |
| 25    | 16. prosince 1690  | Énée et Lavinie                       | 5 dějství              | Fontenelle                               | Pascal Collasse                   |
| 26    | 23. březen 1691    | Coronis                               | 3 dějství              | Chappuzeau de Baugé                      | Theobalde                         |
| 27    | 28. listopadu 1691 | Astrée                                | 5 dějství              | Jean de La Fontaine                      | Pascal Collasse                   |
| 28    | 1. září 1692       | Ballet de Villeneuve-Saint-Georges    | opéra-ballet           | Banzy                                    | Pascal Collasse                   |
| 29    | 3. února 1693      | Alcide                                | 5 dějství              | Jean Galbert de Campistron               | Louis Lully a Marin Marais        |
| 30    | 5. června 1693     | Didon                                 | 5 dějství              | Louise-Geneviève Gillot de Saintonge     | Henry Desmarest                   |
| 31    | 4. prosince 1693   | Médée                                 | 5 dějství              | Thomas Corneille                         | Marc-Antoine Charpentier          |
| 32    | 15. března 1694    | Céphale et Procris                    | 5 dějství              | Duché de Vancy                           | Élisabeth Jacquet de La Guerre    |
| 33    | 1. října 1694      | Circé                                 | 5 dějství              | Louise-Geneviève Gillot de Saintonge     | Henry Desmarest                   |
| 34    | 3. února 1695      | Théagène et Chariclée                 | 5 dějství              | Duché de Vancy                           | Henry Desmarest                   |
| 35    | 25. května 1695    | Les Amours de Momus                   | opéra-ballet           | Duché de Vancy                           | Henry Desmarest                   |
| 36    | 18. října 1695     | Les Saisons                           | opéra-ballet           | Duché de Vancy                           | Henry Desmarest                   |
| 37    | 17. ledna 1696     | Jason ou la Toison d'or               | 5 dějství              | Jean-Baptiste Rousseau                   | Pascal Collasse                   |
| 38    | 8. března 1696     | Ariane et Bacchus                     | 5 dějství              | de Saint-Jean                            | Marin Marais                      |
| 39    | 1. května 1696     | La Naissance de Vénus                 | 5 dějství              | Jean Pic                                 | Pascal Collasse                   |
| 40    | 13. ledna 1697     | Méduse                                | 5 dějství              | Claude Boyer                             | Charles Hubert Gervais            |
| 41    | 17. března 1697    | Vénus et Adonis                       | 5 dějství              | Jean-Baptiste Rousseau                   | Henry Desmarest                   |
| 42    | 9. června 1697     | Aricie                                | 5 dějství              | Jean Pic                                 | Louis de Lacoste                  |
| 43    | 24. října 1697     | L'Europe galante                      | opéra-ballet           | Antoine Houdar de La Motte               | André Campra                      |
| 44    | 17. prosince 1697  | Issé                                  | pastorale              | Antoine Houdar de La Motte               | André-Cardinal Destouches         |
| 45    | 10. květen 1698    | Les Fêtes galantes                    | opéra-ballet           | Duché de Vancy                           | Henry Desmarest                   |
| 46    | 28. února 1699     | Le Carnaval de Venise                 | opéra-ballet           | Jean-François Regnard                    | André Campra                      |
| 47    | 26. března 1699    | Amadis de Grèce                       | 5 dějství              | Antoine Houdar de La Motte               | André-Cardinal Destouches         |
| 48    | 29. listopadu 1699 | Marthésie                             | 5 dějství              | Antoine Houdar de La Motte               | André-Cardinal Destouches         |
| 49    | 16. května 1700    | Le Triomphe des arts                  | opéra-ballet           | Antoine Houdar de La Motte               | Michel de La Barre                |
| 50    | 4. listopadu 1700  | Canente                               | 5 dějství              | Antoine Houdar de La Motte               | Pascal Collasse                   |
| 51    | 21. prosince 1700  | Hésione                               | 5 dějství              | Antoine Danchet                          | André Campra                      |
| 52    | 14. červenec 1701  | Aréthuse                              | opéra-ballet           | Antoine Danchet                          | André Campra                      |
| 53    | 16. září 1701      | Sylla                                 | 5 dějství              | Duché de Vancy                           | Theobalde                         |
| 54    | 10. listopadu 1701 | Omphale                               | 5 dějství              | Antoine Houdar de La Motte               | André-Cardinal Destouches         |
| 55    | 23. červenec 1702  | Médus, roi des Mèdes                  | 5 dějství              | Lagrange-Chancel                         | François Bouvard                  |
| 56    | 10. září 1702      | Les Fragments de Lully                | opéra-ballet           | Antoine Danchet                          | André Campra                      |
| 57    | 7. listopadu 1702  | Tancrède                              | 5 dějství              | Antoine Danchet                          | André Campra                      |
| 58    | 23. ledna 1703     | Ulysse et Pénélope                    | 5 dějství              | Henri Guignard                           | Jean-Féry Rebel                   |
| 59    | 28. října 1703     | Les Muses                             | opéra-ballet           | Antoine Danchet                          | André Campra                      |
| 60    | 27. prosince 1703  | Le Carnaval et la folie               | opéra-ballet           | Antoine Houdar de La Motte               | André-Cardinal Destouches         |
| 61    | 6. května 1704     | Iphigénie en Tauride                  | 5 dějství              | Danchet a Duché de Vancy                 | Campra a Desmarest                |
| 62    | 11. listopadu 1704 | Télémaque                             | 5 dějství              | Antoine Danchet                          | André Campra                      |
| 63    | 15. ledna 1705     | Alcine                                | 5 dějství              | Antoine Danchet                          | André Campra                      |
| 64    | 26. května 1705    | La Vénitienne                         | opéra-ballet           | Antoine Houdar de La Motte               | Michel de La Barre                |
| 65    | 20. říjen 1705     | Philomèle                             | 5 dějství              | Pierre-Charles Roy                       | Louis de Lacoste                  |
| 66    | 18. únor 1706      | Alcyone                               | 5 dějství              | Antoine Houdar de La Motte               | Marin Marais                      |
| 67    | 22. června 1706    | Cassandre                             | 5 dějství              | Lagrange-Chancel                         | Bouvard a Bertin de la Doué       |
| 68    | 21. října 1706     | Polixène et Pyrrhus                   | 5 dějství              | Jean-Louis-Ignace de La Serre            | Pascal Collasse                   |
| 69    | 2. května 1707     | Bradamante                            | 5 dějství              | Pierre-Charles Roy                       | Louis de La Coste                 |
| 70    | 6. března 1708     | Hippodamie                            | 5 dějství              | Pierre-Charles Roy                       | André Campra                      |
| 71    | 9. dubna 1709      | Sémélé                                | 5 dějství              | Antoine Houdar de La Motte               | Marin Marais                      |
| 72    | 24. května 1709    | Méléagre                              | 5 dějství              | François-Antoine Jolly                   | Jean-Baptiste Stuck               |
| 73    | 28. dubna 1710     | Diomède                               | 5 dějství              | Jean-Louis-Ignace de La Serre            | Toussaint Bertin de la Doué       |
| 74    | 28. června 1710    | Les Fêtes vénitiennes                 | opéra-ballet           | Antoine Danchet                          | André Campra                      |
| 75    | 29. ledna 1711     | Manto la fée                          | 5 dějství              | Mennesson                                | Jean-Baptiste Stuck               |
| 76    | 12. ledna 1712     | Idoménée                              | 5 dějství              | Antoine Danchet                          | André Campra                      |
| 77    | 5. dubna 1712      | Créüse l'Athénienne                   | 5 dějství              | Pierre-Charles Roy                       | Louis de Lacoste                  |
| 78    | 7. září 1712       | Les Amours de Mars et de Vénus        | opéra-ballet           | Antoine Danchet                          | André Campra                      |
| 79    | 27. prosince 1712  | Callirhoé                             | 5 dějství              | Pierre-Charles Roy                       | André-Cardinal Destouches         |
| 80    | 24. dubna 1713     | Médée et Jason                        | 5 dějství              | Simon-Joseph Pellegrin                   | Joseph-François Salomon           |
| 81    | 22. srpna 1713     | Les Amours déguisés                   | opéra-ballet           | Louis Fuzelier                           | Thomas-Louis Bourgeois            |
| 82    | 23. listopadu 1713 | Télèphe                               | 5 dějství              | Antoine Danchet                          | André Campra                      |
| 83    | 10. dubna 1714     | Arion                                 | 5 dějství              | Louis Fuzelier                           | Jean-Baptiste Matho               |
| 84    | 14. srpna 1714     | Les Fêtes de Thalie                   | opéra-ballet           | Joseph de La Font                        | Jean-Joseph Mouret                |
| 85    | 20. listopadu 1714 | Télémaque (ou Calypso)                | 5 dějství              | Simon-Joseph Pellegrin                   | André-Cardinal Destouches         |
| 86    | 29. dubna 1715     | Les Plaisirs de la paix               | opéra-ballet           | Mennesson                                | Thomas-Louis Bourgeois            |
| 87    | 3. prosince 1715   | Théonoé                               | 5 dějství              | Antoine de Larocque                      | Joseph-François Salomon           |
| 88    | 20. dubna 1716     | Ajax                                  | 5 dějství              | Mennesson                                | Thomas Bertin de La Doué          |
| 89    | 12. června 1716    | Les Fêtes de l'été                    | opéra-ballet           | Simon-Joseph Pellegrin                   | Michel Pignolet de Montéclair     |
| 90    | 3. listopadu 1716  | Hypermnestre                          | 5 dějství              | Joseph de La Font                        | Charles Hubert Gervais            |
| 91    | 6. duben 1717      | Ariane et Thésée                      | 5 dějství              | Lagrange-Chancel a Roy                   | Jean-Joseph Mouret                |
| 92    | 9. listopadu 1717  | Camille, reine des Volsques           | 5 dějství              | Antoine Danchet                          | André Campra                      |
| 93    | 14. června 1718    | Le Jugement de Pâris                  | pastorale              | Simon-Joseph Pellegrin                   | Thomas Bertin de La Doué          |
| 94    | 9. října 1718      | Les Âges                              | opéra-ballet           | Louis Fuzelier                           | André Campra                      |
| 95    | 4. prosince 1718   | Sémiramis                             | 5 dějství              | Pierre-Charles Roy                       | André-Cardinal Destouches         |
| 96    | 10. srpna 1719     | Les Plaisirs de la campagne           | opéra-ballet           | Simon-Joseph Pellegrin                   | Thomas Bertin de La Doué          |
| 97    | 15. února 1720     | Polydore                              | 5 dějství              | Jean-Louis-Ignace de La Serre            | Jean-Baptiste Stuck               |
| 98    | 16. května 1720    | Les Amours de Protée                  | 5 dějství              | Joseph de La Font                        | Charles Hubert Gervais            |
| 99    | 5. března 1722     | Renaud, ou la Suite d'Armide          | 5 dějství              | Simon-Joseph Pellegrin                   | Henry Desmarest                   |
| 100   | 26. ledna 1723     | Pirithoüs                             | 5 dějství              | Jean-Louis-Ignace de La Serre            | Jean-Joseph Mouret                |
| 101   | 13. července 1723  | Les Fêtes grecques et romaines        | opéra-ballet           | Louis Fuzelier                           | François Colin de Blamont         |
| 102   | 10. dubna 1725     | La Reine des Péris                    | 5 dějství              | Louis Fuzelier                           | Jacques Aubert                    |
| 103   | 29. května 1725    | Les Éléments                          | opéra-ballet           | Pierre-Charles Roy                       | de Lalande a Destouches           |
| 104   | 6. listopadu 1725  | Télégone                              | 5 dějství              | Simon-Joseph Pellegrin                   | Louis de Lacoste                  |
| 105   | 28. března 1726    | Les Stratagèmes de l'amour            | 5 dějství              | Pierre-Charles Roy                       | André-Cardinal Destouches         |
| 106   | 17. října 1726     | Pyrame et Thisbé                      | 5 dějství              | Jean-Louis-Ignace de La Serre            | Rebel a Francœur                  |
| 107   | 14. září 1727      | Les Amours des dieux                  | opéra-ballet           | Louis Fuzelier                           | Jean-Joseph Mouret                |
| 108   | 17. února 1728     | Orion                                 | 5 dějství              | Lafont a Pellegrin                       | Louis de Lacoste                  |
| 109   | 20. července 1728  | La Princesse d'Élide                  | opéra-ballet           | Simon-Joseph Pellegrin                   | Alexandre de Villeneuve           |
| 110   | 19. října 1728     | Tarsis et Zélie                       | 5 dějství              | Jean-Louis-Ignace de La Serre            | Rebel a Francœur                  |
| 111   | 9. srpna 1729      | Les Amours des déesses                | opéra-ballet           | Louis Fuzelier                           | Jean-Baptiste-Maurice Quinault    |
| 112   | 26. října 1730     | Pyrrhus                               | 5 dějství              | Fermelhuis                               | Joseph Nicolas Pancrace Royer     |
| 113   | 17. květen 1731    | Endymion                              | 5 dějství              | Bernard Le Bouyer de Fontenelle          | François Colin de Blamont         |
| 114   | 28. února 1732     | Jephté                                | 5 dějství              | Simon-Joseph Pellegrin                   | Michel Pignolet de Montéclair     |
| 115   | 5. června 1732     | Les Sens                              | opéra-ballet           | Pierre-Charles Roy                       | Jean-Joseph Mouret                |
| 116   | 6. listopadu 1732  | Biblis                                | 5 dějství              | Jacques Fleury                           | Louis de Lacoste                  |
| 117   | 14. dubna 1733     | L'Empire de l'amour                   | 5 dějství              | François-Augustin de Paradis de Moncrif  | René de Galard de Béarn Brassac   |
| 118   | 1. října 1733      | Hippolyte et Aricie                   | 5 dějství              | Simon-Joseph Pellegrin                   | Jean-Philippe Rameau              |
| 119   | 22. července 1734  | Les Fêtes nouvelles                   | opéra-ballet           | Jean-Baptiste Massip                     | Duplessis (le cadet)              |
| 120   | 24. února 1735     | Achille et Déidamide                  | 5 dějství              | Antoine Danchet                          | André Campra                      |
| 121   | 5. května 1735     | Les Grâces                            | opéra-ballet           | Pierre-Charles Roy                       | Jean-Joseph Mouret                |
| 122   | 23. srpna 1735     | Les Indes galantes                    | opéra-ballet           | Louis Fuzelier                           | Jean-Philippe Rameau              |
| 123   | 27. října 1735     | Scanderberg                           | 5 dějství              | La Motte a La Serre                      | Rebel a Francœur                  |
| 124   | 3. května 1736     | Les Voyages de l'amour                | opéra-ballet           | Charles-Antoine Leclerc de La Bruère     | Joseph Bodin de Boismortier       |
| 125   | 23. srpen 1736     | Les Romans                            | opéra-ballet           | Michel de Bonneval                       | Jean-Baptiste Niel                |
| 126   | 18. říjen 1736     | Les Génies ou les Caractères d'Amour  | opéra-ballet           | Jacques-Pierre Fleury                    | Mademoiselle Duval („La Légende“) |
| 127   | 9. května 1737     | Le Triomphe de l'harmonie             | opéra-ballet           | Jean-Jacques Lefranc de Pompignan        | François Lupien Grenet            |
| 128   | 24. srpna 1737     | Castor et Pollux                      | 5 dějství              | Pierre Joseph Bernard                    | Jean-Philippe Rameau              |
| 129   | 15. dubna 1738     | Les Caractères de l'amour             | opéra-ballet           | Simon-Joseph Pellegrin a kolektiv autorů | François Colin de Blamont         |
| 130   | 29. května 1738    | La Paix                               | opéra-ballet           | Pierre-Charles Roy                       | Rebel a Francœur                  |
| 131   | 1. ledna 1739      | Les Amours du printemps               | balet                  | Michel de Bonneval                       | François Colin de Blamont         |
| 132   | 21. května 1739    | Les Fêtes d'Hébé                      | opéra-ballet           | Antoine-César Gautier de Montdorge       | Jean-Philippe Rameau              |
| 133   | 3. září 1739       | Zaïde, reine de Grenade               | opéra-ballet           | Abbé de La Marre                         | Joseph Nicolas Pancrace Royer     |
| 134   | 19. listopadu 1739 | Dardanus                              | 5 dějství              | Charles-Antoine Leclerc de La Bruère     | Jean-Philippe Rameau              |
| 135   | 11. dubna 1741     | Nitétis                               | 5 dějství              | Jean-Louis-Ignace de La Serre            | Charles-Louis Mion                |
| 136   | 31. prosince 1741  | Le Temple de Gnide                    | pastorale              | Pierre-Charles Roy                       | Jean-Joseph Mouret                |
| 137   | 30. ledna 1742     | Les Amours de Ragonde                 | opéra-ballet           | Philippe Néricault Destouches            | Jean-Joseph Mouret                |
| 138   | 10. dubna 1742     | Isbé                                  | 5 dějství              | Henri-François de La Rivière             | Cassanéa de Mondonville           |
| 139   | 12. února 1743     | Don Quichotte chez la duchesse        | opéra-ballet           | Charles-Simon Favart                     | Joseph Bodin de Boismortier       |
| 140   | 23. dubna 1743     | Le Pouvoir de l'amour                 | opéra-ballet           | Charles-Hugues Le Febvre de Saint-Marc   | Joseph Nicolas Pancrace Royer     |
| 141   | 20. srpna 1743     | Les Caractères de la folie            | opéra-ballet           | Charles Pinot Duclos                     | Bernard de Bury                   |
| 142   | 11. června 1744    | L'École des amants                    | opéra-ballet           | Louis Fuzelier                           | Jean-Baptiste Niel                |
| 143   | 15. listopadu 1744 | Les Augustales                        | prolog                 | Pierre-Charles Roy                       | Rebel a Francœur                  |
| 144   | 15. ledna 1745     | La Félicité                           | balet                  | Pierre-Charles Roy                       | Rebel a Francœur                  |
| 145   | 17. března 1745    | Zélindor, roi des Sylphes             | balet                  | François-Augustin de Paradis de Moncrif  | Rebel a Francœur                  |
| 146   | 31. března 1745    | Platée                                | balet                  | Jacques Autreau                          | Jean-Philippe Rameau              |
| 147   | 12. října 1745     | Les Fêtes de Polymnie                 | opéra-ballet           | Louis de Cahusac                         | Jean-Philippe Rameau              |
| 148   | 27. listopadu 1745 | Le Temple de la Gloire                | opéra-ballet           | Voltaire                                 | Jean-Philippe Rameau              |
| 149   | 11. prosince 1745  | Jupiter vainqueur des Titans          | 5 dějství              | Michel de Bonneval                       | Colin de Blamont a Bury           |
| 150   | 4. října 1746      | Scylla et Glaucus                     | 5 dějství              | d'Albaret                                | Jean-Marie Leclair                |
| 151   | 13. února 1747     | L'Année galante                       | opéra-ballet           | Pierre-Charles Roy                       | Charles-Louis Mion                |
| 152   | 15. března 1747    | Les Fêtes de l'Hymen et de l'Amour    | opéra-ballet           | Louis de Cahusac                         | Jean-Philippe Rameau              |
| 153   | 28. září 1747      | Daphnis et Chloé                      | opéra-ballet           | Pierre Laujon                            | Joseph Bodin de Boismortier       |
| 154   | 29. února 1748     | Zaïs                                  | pastorale              | Louis de Cahusac                         | Jean-Philippe Rameau              |
| 155   | 27. srpna 1748     | Pygmalion                             | balet                  | La Motte a Ballot de Sauvot              | Jean-Philippe Rameau              |
| 156   | 22. dubna 1749     | Naïs                                  | opéra-ballet           | Louis de Cahusac                         | Jean-Philippe Rameau              |
| 157   | 23. září 1749      | Le Carnaval du Parnasse               | opéra-ballet           | Louis Fuzelier                           | Cassanéa de Mondonville           |
| 158   | 5. prosince 1749   | Zoroastre                             | 5 dějství              | Louis de Cahusac                         | Jean-Philippe Rameau              |
| 159   | 5. května 1750     | Léandre et Héro                       | 5 dějství              | Jean-Jacques Lefranc de Pompignan        | Brassac                           |
| 160   | 28. srpna 1750     | Les Fragments                         | 3 vstupy               | François-Augustin de Paradis de Moncrif  | Royer, Rebel a Francœur           |
| 161   | 18. února 1751     | Les Nouveaux Fragments                | 3 vstupy               |                                          |                                   |
| 162   | 21. září 1751      | La Guirlande                          | balet                  | Jean-François Marmontel                  | Jean-Philippe Rameau              |
| 163   | 21. září 1751      | Les Génies tutélaires                 | 1 dějství              | François-Augustin de Paradis de Moncrif  | Rebel a Francœur                  |
| 164   | 19. listopadu 1751 | Acanthe et Céphise                    | pastorale              | Jean-François Marmontel                  | Jean-Philippe Rameau              |
| 165   | 7. listopadu 1752  | Les Amours de Tempé                   | opéra-ballet           | Louis de Cahusac                         | Antoine Dauvergne                 |
| 166   | 9. ledna 1753      | Titon et l'Aurore                     | pastorale              | Voisenon a abbé de La Marre              | Cassanéa de Mondonville           |
| 167   | 1. března 1753     | Le Devin du village                   | 1 dějství              | Jean-Jacques Rousseau                    | Jean-Jacques Rousseau             |
| 168   | 1. března 1753     | Le Jaloux corrigé                     | 1 dějství              | Charles Collé                            | Michel Blavet                     |
| 169   | 29. prosince 1754  | Daphnis et Alcimadure                 | pastorale              | Mondonville a Voisenon                   | Cassanéa de Mondonville           |
| 170   | 30. září 1755      | Deucalion et Pyrrha                   | balet                  | Saint-Foix a Morand                      | Berton a Giraud                   |
| 171   | 28. září 1756      | Célime                                | balet                  | François de Chennevières                 | Chevalier d'Herbain               |
| 172   | 28. května 1757    | Les Surprises de l'Amour              | balet                  | Moncrif a Bernard                        | Jean-Philippe Rameau              |
| 173   | 9. května 1758     | Les Fêtes de Paphos                   | balet                  | Collet de Messine, La Bruère a Voisenon  | Cassanéa de Mondonville           |
| 174   | 8. srpna 1758      | Les Fêtes d'Euterpe                   | balet                  | Danchet, Favart a Moncrif                | Antoine Dauvergne                 |
| 175   | 12. února 1760     | Les Paladins                          | comédie-ballet         | Jean-François Duplat de Monticourt       | Jean-Philippe Rameau              |
| 176   | 16. září 1760      | Le Prince de Noisy                    | balet                  | Charles-Antoine Leclerc de La Bruère     | Rebel a Francœur                  |
| 177   | 3. dubna 1761      | Hercule mourant                       | 5 dějství              | Jean-François Marmontel                  | Antoine Dauvergne                 |
| 178   | 1. října 1762      | L'Opéra de société                    | comédie-ballet         | Antoine-César Gautier de Montdorge       | François-Joseph Giraud            |
| 179   | 11. ledna 1763     | Polyxène                              | 5 dějství              | Nicolas-René Joliveau                    | Antoine Dauvergne                 |
| 180   | 10. dubna 1766     | Aline, reine de Golconde              | balet                  | Michel-Jean Sedaine                      | Pierre-Alexandre Monsigny         |
| 181   | 30. srpna 1766     | Les Fêtes lyriques                    | balet                  | Cahusac, Bonneval a Moncrif              | Rameau, Francœur neveu a Berton   |
| 182   | 24. listopadu 1767 | Ernelinde, princesse de Norvège       | 3 dějství              | Antoine-Alexandre-Henri Poinsinet        | François-André Danican Philidor   |
| 183   | 13. srpna 1771     | La Cinquantaine                       | pastorale              | Desfontaines-Lavallée                    | Jean-Benjamin de Laborde          |
| 184   | 1. prosince 1772   | Adèle de Ponthieu                     | 3 dějství              | Jean-Paul-André Razins de Saint-Marc     | Berton a Laborde                  |
| 185   | 17. listopadu 1773 | Isménor                               | 3 dějství              | Desfontaines-Lavallée                    | Jean-Joseph Rodolphe              |
| 186   | 22. února 1774     | Sabinus                               | 5 dějství              | Michel Paul Guy de Chabanon              | François-Joseph Gossec            |
| 187   | 19. dubna 1774     | Iphigénie en Aulide                   | 3 dějství              | Le Bland Du Roullet                      | Christoph Willibald Gluck         |
| 188   | 2. srpna 1774      | Orphée et Eurydice                    | 3 dějství              | Pierre-Louis Moline                      | Christoph Willibald Gluck         |
| 189   | 15. listopadu 1774 | Azolan ou le Serment indiscret        | balet                  | Pierre-René Lemonnier                    | Étienne-Joseph Floquet            |
| 190   | 2. května 1775     | Céphale et Procris                    | balet                  | Jean-François Marmontel                  | André Grétry                      |
| 191   | 1. srpna 1775      | Cythère assiégée                      | 3 dějství              | Favart a Moline                          | Christoph Willibald Gluck         |
| 192   | 31. prosince 1775  | Médée et Jason                        | balet                  | Jean-Georges Noverre                     | Louis Granier                     |
| 193   | 16. dubna 1776     | Alceste                               | 3 dějství              | Le Bland Du Roullet                      | Christoph Willibald Gluck         |
| 194   | 30. září 1776      | Les Caprices de Galatée               | balet                  | Jean-Georges Noverre                     | Jean-Joseph Rodolphe              |
| 195   | 1. října 1776      | Apelles et Campaspe                   | balet                  | Jean-Georges Noverre                     | Jean-Joseph Rodolphe              |
| 195   | 10. ledna 1777     | Alain et Rosette                      | pastorale              | Maximilien-Jean Boutillier               | Joseph Pouteau                    |
| 196   | 21. ledna 1777     | Les Horaces                           | balet                  | Jean-Georges Noverre                     | Joseph Starzer                    |
| 197   | 15. května 1777    | Fatmé ou le Langage des fleurs        | comédie-ballet         | Jean-Paul-André Razins de Saint-Marc     | Nicolas Dezède                    |
| 198   | 23. září 1777      | Armide                                | 5 dějství              | Philippe Quinault                        | Christoph Willibald Gluck         |
| 199   | 2. prosince 1777   | Myrtil et Lycoris                     | pastorale              | Boutillier a Boquet de Liancourt         | Léopold-Bastien Desormery         |
| 200   | 27. ledna 1778     | Roland                                | 3 dějství              | Quinault a Marmontel                     | Niccolò Piccinni                  |
| 201   | 28. dubna 1778     | Les Trois Âges de l'opéra             | 1 dějství              | Devismes de Saint-Alphonse               | André Grétry                      |
| 202   | 5. ledna 1779      | Hellé                                 | 3 dějství              | Pierre-René Lemonnier                    | Étienne-Joseph Floquet            |
| 203   | 18. května 1779    | Iphigénie en Tauride                  | 4 dějství              | Nicolas-François Guillard                | Christoph Willibald Gluck         |
| 204   | 24. září 1779      | Écho et Narcisse                      | 3 dějství              | Jean-Baptiste-Louis-Théodore de Tschudi  | Christoph Willibald Gluck         |
| 205   | 14. prosince 1779  | Amadis de Gaule                       | 3 dějství              | Devismes de Saint-Alphonse               | Johann Christian Bach             |
| 206   | 22. února 1780     | Atys                                  | 3 dějství              | Quinault a Marmontel                     | Niccolò Piccinni                  |
| 207   | 6. června 1780     | Andromaque                            | 3 dějství              | Louis-Guillaume Pitra                    | André Grétry                      |
| 208   | 27. října 1780     | Persée                                | 3 dějství              | Quinault a Marmontel                     | François-André Danican Philidor   |
| 209   | 14. prosince 1780  | Le Seigneur bienfaisant               | 3 dějství              | Rochon de Chabannes                      | Étienne-Joseph Floquet            |
| 210   | 23. ledna 1781     | Iphigénie en Tauride                  | 4 dějství              | Alphonse du Congé Dubreuil               | Niccolò Piccinni                  |
| 211   |                    |                                       |                        |                                          |                                   |